# Capacité hygrométrique
 (novembre 2015).
Si vous disposez d'ouvrages ou d'articles de référence ou si vous connaissez des sites web de qualité traitant du thème abordé ici, merci de compléter l'article en donnant les références utiles à sa vérifiabilité et en les liant à la section « Notes et références ».
La capacité hygrométrique se mesure à partir d'un hygromètre, d'un pluviomètre et d'un nivomètre.

## L'humidité atmosphérique
L'air de la troposphère contient toujours une certaine quantité d'eau à l'état gazeux. Cette vapeur d'eau provient soit de l'évaporation des eaux de surface (océans, mers, lacs, etc.), soit de la transpiration des végétaux, des animaux ou encore des activités humaines (industries).
On peut, en refroidissant suffisamment l'air, condenser cette vapeur d'eau et en déterminer la quantité. On mesure ainsi l'humidité absolue (HA) de l'air que l'on exprime en grammes de vapeur d'eau par mètre cube d'air.
Cependant, l'air ne peut contenir une quantité infinie de vapeur d'eau ; à partir d'un certain seuil appelé capacité hygrométrique maximale (CHM), l'eau peut se condenser et repasser à l'état liquide, l'air a atteint alors la saturation.
Cette capacité hygrométrique maximale est fonction de la température de la masse d'air : plus l'air est chaud, plus il peut contenir de vapeur d'eau. Il est dès lors intéressant de pouvoir déterminer l'écart qui sépare une masse d'air de son point de saturation. On peut mesurer cet écart en calculant le rapport entre la quantité de vapeur d'eau réellement contenue dans une masse d'air à une température déterminée (humidité absolue) et la quantité maximale de vapeur d'eau que la masse d'air pourrait contenir à la même température (capacité hygrométrique maximale). Ce rapport exprimé en % détermine l'humidité relative (HR) de la masse d'air.
À la saturation, l'humidité relative vaut 100 %.

## Exemples
Une masse d'air qui, à 10 °C contient 7,8 g de vapeur d'eau par mètre cube. Sa capacité hygrométrique maximale est, à cette température de 9,4 g/m3.
{\displaystyle HR={7{,}8 \over 9{,}4}\times 100\,\%=83\,\%}
{\displaystyle _{2}^{3}CO_{2}+N_{2}{\xrightarrow {H_{2}O}}2NCOH}